# Malcolm Duncan Graham
Malcolm Duncan Graham, auch Malcolm Daniel Graham genannt, (* 6. Juli 1827 im Autauga County, Alabama; † 8. Oktober 1878 in Montgomery, Alabama) war ein US-amerikanischer Jurist und als Politiker sowohl für die Vereinigten Staaten als auch für die Konföderierten Staaten tätig. Er gehörte der Demokratischen Partei an. Ferner diente er als Offizier in der Konföderiertenarmee.

## Werdegang
Malcolm Duncan Graham, Sohn von Jeanette Smith und John Graham, wurde 1827 im Autauga County geboren. Er besuchte die Transylvania University in Lexington (Kentucky), wo er Jura studierte. Nach seinem Abschluss kehrte er nach Alabama zurück, wo er in Wetumpka (Elmore County) eine Kanzlei eröffnete. Seine Jugendjahre waren von der Wirtschaftskrise von 1837 überschattet und die Folgejahre vom Mexikanisch-Amerikanischen Krieg. 1853 wurde er zum Clerk im Repräsentantenhaus von Alabama ernannt. Er zog 1854 nach Texas und ließ sich in Henderson (Rusk County) nieder.
1857 wurde er in den Senat von Texas gewählt und 1858 zum Attorney General in der Sam Houston (1793–1863) Administration. Den zuletzt genannten Posten hielt er bis 1860 inne. Er war ein Sezessionist und fungierte bei der Präsidentschaftswahl von 1860 als Wahlmann für John C. Breckinridge (1821–1875). Nachdem Texas die Union verlassen hatte, stellte er ein Regiment auf. Als er dann aber am 6. November 1861 für den fünften Wahlbezirk von Texas in den ersten Konföderiertenkongress gewählt wurde, schied er aus diesem aus. Seinen Posten trat er am 18. Februar 1862 an. Während seiner Kongresszeit saß er in dem Committee on Ways and Means und später in dem Ausschuss, welcher ein Bureau of Foreign Supplies errichtete. Sein einziger eigenständiger Antrag war der erfolglose Versuch alle Männer an der Grenze von Texas vom Militärdienst zu befreien. Er war ein Gegner der meisten Steuerpolitik und verurteilte die Verhängung des Kriegsrechts im Trans-Mississippi Department durch die Militärkommandanten Earl Van Dorn (1820–1863), John Bankhead Magruder (1807–1871) und Edmund Kirby Smith (1824–1893). Ansonsten war er ein Unterstützer des Präsidenten Jefferson Davis (1808–1889) und der konföderierten Kriegsanstrengungen. Im Sommer 1863 begann seine Wiederwahlkampagne. Bei der folgenden Wahl erlitt er gegen John Robert Baylor (1822–1894) eine Niederlage. Im Mai 1864 ernannte ihn Davis zum Judge Advocate im Trans-Mississippi Department mit dem Dienstgrad eines Colonels. Graham wurde bei seinem Versuch den Mississippi River zu überqueren gefangen genommen, welcher auf seiner Rückreise von Richmond (Virginia) nach Texas geschah. Er wurde in das Gefangenenlager auf Johnson’s Island in der Sandusky Bay, an der Küste vom Eriesee, drei Meilen von Sandusky (Erie County), gebracht und bis zu seinem Austausch im Februar 1865 dort gefangen gehalten.
Nach dem Ende des Bürgerkrieges zog er wieder nach Alabama, wo er seine Tätigkeit als Anwalt wieder aufnahm, war aber auch weiterhin in der Politik tätig. 1876 wurde er zum Vorsitzenden im Exekutivkomitee der konservativen Demokratischen Partei gewählt. Eine Nominierung für das Amt des Gouverneurs von Alabama lehnte er 1877 ab. Er verstarb 1878 in Montgomery und wurde dann dort auf dem Oakwood Cemetery beigesetzt.

## Familie
Graham war zweimal verheiratet. Er heiratete 1851 zuerst Amelia Cunningham Ready (1831–1859), Tochter von Olivia M. und Aaron Ready senior (1802–1852). Das Paar bekam mindestens drei Kinder, darunter zwei Söhne und eine Tochter mit dem Namen Eliza Hall (* 1857). Nach dem Tod seiner ersten Ehefrau heiratete er Sarah Cornelia Bethea (1835–1905), Tochter von Eugenia Volanto (1814–1898) und Tristam Benjamin Bethea (1810–1879). Das Paar bekam mindestens eine Tochter: Effie Graham (1869–1938).